# Eupithecia thurnerata
Eupithecia thurnerata is een vlinder uit de familie spanners (Geometridae). De wetenschappelijke naam is voor het eerst geldig gepubliceerd in 1958 door Schutze.
De soort komt voor in Europa.